# Hommel (muziekinstrument)
Een hommel of hummel is een plankciter uit de Lage Landen. Dit snaarinstrument wordt tegenwoordig met name in Zuid-Nederland en Vlaanderen nog gemaakt en bespeeld. Het instrument staat ook wel bekend onder de namen noardske balke of vlier, en is een voorganger van de hedendaagse dulcimer. Meestal is een hommel diatonisch (vandaar de 'ontbrekende' fretten op de toets), maar er zijn ook chromatische. Boven op de doorgaans unisono gestemde melodiesnaren is er een aantal bourdonsnaren aanwezig die meestentijds meeklinken.
Het instrument heeft twee groepen van snaren (bijvoorbeeld voor een instrument in plagale G-stemming)
- melodiesnaren (bijvoorbeeld d-d)
- bourdonsnaren (bijvoorbeeld G-d-d)

Er bestaan ook moderne ontwerpen, met meerdere groepen bourdonsnaren. Het instrument begint dan meer op een moderne citer te lijken. Men speelt met een plectrum in de rechterhand, terwijl de linkerhand op de snaren speelt als op een gitaar of mandoline. Men maakt hierbij alleen maar de noodzakelijke beweging met de rechterhand, dit in tegenstelling met de oude methode. Bij de oude methode stopt men de melodiesnaren met een stokje in de linkerhand, terwijl de rechterhand alle snaren aanslaat in een zeer ritmische beweging.
Er zijn niet veel hommels meer over, hoewel er tegenwoordig in België weer cursussen en lessen gegeven worden. In het boek 'Een Frysk Lietboek fen Waling Dykstra' (1897) wordt de noardske balke vermeld. Er werd al een hommel genoemd in de Syntagma musicum (1619) van Michael Praetorius. In Nederland is een hommel bekend uit het jaar 1608; dit is misschien wel de oudste van Europa.